# Ciemna namiętność
Ciemna namiętność (hiszp. Pasión morena) – meksykańska telenowela wyprodukowana w latach 2009-2010. W rolach głównych wystąpili Paola Núñez i Víctor González. Adaptacja argentyńskiej telenoweli Yago, Pasión Morena z 2001 roku. 

## Wersja polska
W Polsce telenowela była emitowana po raz pierwszy na kanale TVS od września 2010 roku. Serial został wyemitowany powtórnie w telewizji TVS od 1 marca 2016 roku. Serial był emitowany od poniedziałku do piątku o godzinie 16:25, a powtórki w soboty o godzinie 11:35 (2 odcinki) oraz w niedziele o 11:25 (3 odcinki).

## Obsada
- Paola Núñez – Morena Madrigal Rueda Vda. de Salomón / Morena Sirenio Rueda Vda. de Salomón
- Víctor González – Leo Hernández / Fernando Sirenio
- Anette Michel – Casandra Rodríguez / Emilia Dumore
- Alberto Guerra – Ramiro Negrete Jiménez "El Diablo"
- Fernando Ciangherotti – Aldo Sirenio
- Evangelina Elizondo – Josefina Vda. de Sirenio
- Ari Telch – Llamita / Flavio Sirenio
- Segundo Cernadas – Óscar Salomón
- María Renée Prudencio – Elena Vda. de Sirenio
- Andrea Noli – Silvia Rueda
- Víctor Huggo Martín – Roberto Cárdenas
- José Alonso – Adolfo Rueda
- Javier Gómez – Lucio Sirenio
- Juan Valentín – Pedro Hernández
- Fernando Sarfatti – Isaac Salomón
- Amaranta Ruíz – Viviana de Cárdenas
- Erika de la Rosa – Isela Terán de Reyes
- Lambda García – Gustavo Sirenio
- Alejandro Lukini – Ernesto "Neto" Rodríguez
- María Fernanda Quiroz – Jazmín
- Sergio Bonilla – Jesús "El Chucho" Reyes
- Marcela Guirado – Georgia Madrigal Rueda
- Silvia Santoyo – Luisa
- Mar Carrera – Gloria Jiménez Vda. de Negrete
- Flavo Peniche – "El Perro" Sálazar
- Regina Murguía – Marcela Salomón
- Dino García – Fragoso